# Paracorymbia antiqua
Paracorymbia antiqua är en skalbaggsart som beskrevs av Francesco Vitali 2005. Paracorymbia antiqua ingår i släktet Paracorymbia och familjen långhorningar. Inga underarter finns listade i Catalogue of Life.